# Érico Veríssimo
Érico Lopes Veríssimo (Cruz Alta, 17 de desembre de 1905 — Porto Alegre, 28 de novembre de 1975) és un dels grans escriptors brasilers i sens dubte un dels més populars.

## Biografia

### Família i joventut

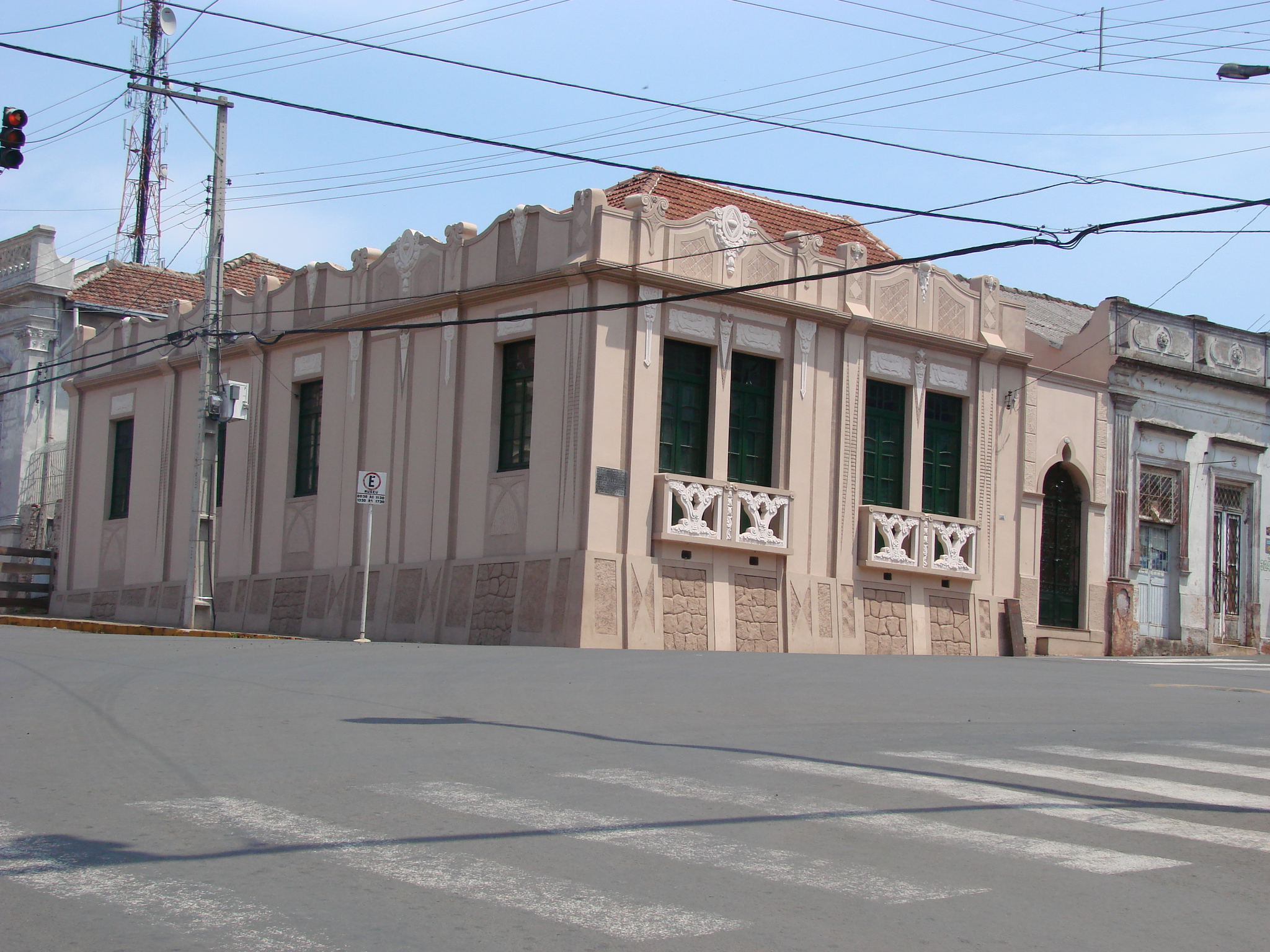
La casa de la família d'Érico a Cruz Alta, avui museu de la Fundação Érico Veríssimo.

De família benestant arruïnada. Érico Veríssimo era fill del farmacèutic Sebastião Veríssimo da Fonseca (1880-1935) i d'Abegaí Lopes. Als quatre anys, Érico Veríssimo contreu una meningitis complicada amb broncopneumònia, de la qual es recupera gràcies al tractament del metge Olinto de Oliveira. De nen estudia al Col·legi Venâncio Aires, a la ciutat de Cruz Alta.
Als tretze anys ja llegia autors brasilers com Aluísio Azevedo i Joaquim Manoel de Macedo, i estrangers com Walter Scott, Émile Zola e Fiódor Dostoievski. L'any 1920 es matricula al Col·legi Cruzeiro do Sul, un internat d'orientació protestant de Porto Alegre, on destaca com a bon estudiant, particularment en anglès, francès i literatura. El desembre de 1922, els seus pares se separen. Érico, amb la seva mare i el germà i la germana, passarà a viure a casa dels avis maerns. Deprimit i endeutat, el seu pare perd la propietat de la farmàcia. L'any següent, Érico comença a treballar com a dependent a la botiga del seu oncle Américo Lopes, i després al Banco Nacional do Comércio. En aquesta època trasncriu obres d'Euclides da Cunha i de Machado de Assis, entre d'altres, i s'afecciona a l'òpera. Continua llegint escriptors brasilers i estrangers. L'any 1924, per tal que el seu germà Ênio pogués anar a l'institut, la família es trasllada a Porto Alegre, però han de tornar a Cruz Alta al cap d'un any de grans dificultats econòmiques. L'any 1926, Érico entra com a soci de la Farmácia Central juntament amb un amic del seu pare, però l'empresa fa fallida el 1930. En aquesta època també treballa de professor de literatura i d'anglès, llengua en la qual és autodidacte.
El 1927 Veríssimo coneix Mafalda Halfen Volpe, que llavors tenia quinze anys, i comencen a festejar el 1929. Aquell mateix any es publica el seu primer text, Chico: um Conto de Natal, a la revista "Cruz Alta em Revista". El seu amic Manoelito de Ornellas envia els contes Ladrão de Gado e A Tragédia dum Homem Gordo a la Revista do Globo. I el diari Correio do Povo publica el conte A Lâmpada Mágica.

### Dècada de 1930

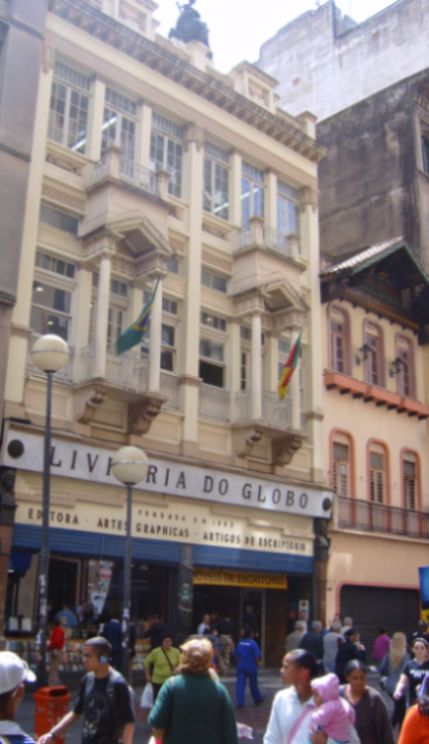
Llibreria i Editorial Globo, a Porto Alegre, on Veríssimo va treballar i on també va publicar les seves obres.

Un matí d'octubre de l'any 1930, Érico s'acomiada del seu pare, que ha decidit anar-se'n a viure a Santa Catarina. És l'última vegada que es veuran.
Sense feina després de la fallida de la seva farmàcia, el desembre de 1930 Érico Veríssimo torna a viure a Porto Alegre, decidit a intentar viure de l'escriptura. Allà la Revista do Globo el contracte com a secretari. També es comença a relacionar amb diversos intel·lectuals com Mário Quintana i Augusto Meyer, amb els quals es troba al bar Antonello, al centre de la ciutat: és el grup conegut com "A Roda do Bar Antonello"
El 1931, Veríssimo es casa amb Mafalda Volpe. Tenen dos fills: Clarissa Verissimo (1935) e el també escriptor Luis Fernando Verissimo (1936). Veríssimo escriurà més endavant que sense la seva dona no li hauria estat possible ser escriptor.
A més de treballar a la Revista do Globo, Veríssimo comença a traduir llibres de l'anglès al portuguès. La seva primera traducció és O Sineiro (The Ringer), d'Edgar Wallace. A més de traduir, comença a col·laborar com a cronista a les edicions dominicals dels diaris Diário de Notícias i Correio do Povo. L'any 1932 el nomenen director de la Revista do Globo. Això li permetrà impulsar l'edició de nombroses traduccions i, per tant, la introducció de diversos autors contemporanis estrangers al Brasil. Aquell mateix any publica el primer llibre, Fantoches, un recull de contes, la majoria en forma de petites obres de teatre. El llibre es ven poc, i un incendi destrueix el magatzem on es guardaven els exemplars encara per vendre.
El 1933 Érico Veríssimo tradueix el famós llibre Point Counter Point (Contrapunt), d'Aldous Huxley, e publica la primera novel·la, Clarissa; en cinc anys se'n vendran els 7.000 exemplars publicats. L'any 1934 guanya el premi Machado de Assis de la Companhia Editora Nacional, juntament amb Os ratos, de Dyonélio Machado, Totônio Pacheco, de João Alphonsus, i Marafa, de Marques Rebelo. Per primer cop el seu nom té ressò en el panorama literari brasiler. El 1935 publica aquesta novel·la, i tot seguit Caminhos Cruzados, que obté el premi Graça Aranha, una novel·la de crítica social que té problemes amb l'Església Catòlica i amb el Departament d'Ordre Públic i Social, que la consideren subversiva. La policia crida Veríssimo a declarar.
El 1936 publica Um Lugar ao Sol. A més, posa en marxa a la Rádio Farroupilha un programa infantil, O Clube dos Três Porquinhos, que deixa d'emetre's quan el règim de Getúlio Vargas estava a punt de sotmetre'l a la censura. És nomenat president de l'Associação Riograndense de Imprensa. Signa un manifest antifeixista.
El 1938, Érico Veríssimo publica la primera obra que aconsegueix repercussió internacional, Olhai os Lírios do Campo.
Érico es converteix llavors en assessor literari de l'Editora do Globo, on fa possible la publicació, al costat d'Henrique Bertaso, de molts escriptors estrangers poc coneguts als Brasil (Thomas Mann, Virginia Woolf, Honoré de Balzac, entre altres). Crea les col·leccions Nobel i Biblioteca do Séculos, que tenen un gran èxit.

### Dècada de 1940
El 1940, després de l'èxit d'Olhai os Lírios do Campo, Érico Veríssimo publica Saga, la història d'un brasiler que es fa voluntari de les Brigades Internacionals.
El 1941, el Departament d'Estat dels Estats Units (en aquells moments sota la presidència de Franklin Delano Roosevelt, convida Érico Veríssimo a fer una estada d'uns mesos en aquell país, on imparteix diverses conferències. Quan torna al Brasil, presencia un incident que inspirarà la seva pròxima novel·la: mentre passeja amb el seu germà veu una dona que cau des del capdamunt d'un edifici. Dos anys més tard publica O Resto É Silêncio,que parteix del suïcidi d'una dona que es llença d'un edifici. El llibre va rebre moltes crítiques de l'església.
El 1943, es trasllada novament amb la família als Estats Units, també convidat pel Departament d'Estat, però aquesta vegada per quedar-s'hi dos anys. Durant aquesta estada farà classes de Literatura brasilera a la Universitat de Califòrnia, Berkeley. Sobre l'experiència nord-americana, Veríssimo escriurà dos llibres: Gato preto em campo de neve (1941) i A volta do gato preto (1947). L'experiència, a més, va permetre l'autor allunyar-se un temps de l'Estado Novo, la dictadura de Getúlio Vargas, de la qual era ferm opositor.
A partir del 1947 Érico Veríssimo comença a escriure el que sovint s'ha considerat la seva obra més important, la trilogia O Tempo e o Vento. La idea inicial de l'escriptor era posar dos-cents anys de la història de Rio Grande do Sul (de 1745 a 1945) en un sol volum; al final, però, van acabar sent tres novel·les amb un total de més de 2.000 pàgines. La primera part, O Continente, es va publicar l'any 1949 i marca un dels moments més importants de la carrera de l'autor. De O Continente sortirien alguns personatges que es farien molt populars entre els seus lectors, com Ana Terra o el capità Rodrigo Cambará, fins al punt que sovint s'han reeditat per separat els capítols que hi fan referència.

### Dècada de 1950
El 1950 Érico Veríssimo comença a escriure el segon volum de O Tempo e o Vento, que s'intitularà O Retrato, publicat el 1951. El 1952 es posa a escriure la tercera part, que de moment deixarà per acabar. El 1954 publica Noite, que té èxit sobretot a l'estranger. El mateix any l'Academia Brasileira de Letras li atorga el premi Machado de Assis.
Entre 1953 i 1956 Érico torna a viure als Estats Units on es fa càrrec de la direcció del Departament d'Afers Culturals de l'Organització dels Estats Americans, a Washington DC. Succeeix en el càrrec a Alceu Amoroso Lima. Novament intenta acabar l'última part de O Tempo e o Vento, sense èxit.
El 1957, ja a Porto Alegre, continua treballant en el darrer volum de O Tempo e o Vento, que es titularà O Arquipélago, però acaba publicant México, una narració del viatge a aquell país. L'abril de 1958 pateix els primers símptomes d'una malaltia cardíaca.

### Dècades de 1960 i 1970
El 1961 Érico té el primer Infart miocardíac. Després d'una temporada de repòs absolut, torna a treballar en O Arquipélago. Finalment entrega el mecanoscrit el 1962.
El 1965 Érico publica la novel·la O Senhor Embaixador, en la qual reflecteix la deriva política de l'Amèrica Llatina. Guanya el premi Jabuti de la Câmara Brasileira de Livros. Publica una autobiografia el 1966, O Escritor diante do Espelho, que més endavant revisarà.
A la novel·la Incidente em Antares, de 1971, Érico fa una crítica aguda a la dictadura militar brasilera mitjançant el recurs del fantàstic: una rebel·lió de cadàvers durant una vaga d'enterramorts a la fictícia ciutat d'Antares. L'any 1972, per celebrar el quaranta aniversari de la publicació del primer llibre, reedita Fantoches, il·lustrat per ell mateix.
El 1973 publica el primer volum de Solo de Clarineta, la segona i ampliada autobiografia. Quan el novembre de 1975 mor d'un nou infart, deixa gairebé a punt el segon volum. L'any següent sortirà publicat, organitzat per Flávio Loureiro Chaves.
Carlos Drummond de Andrade publica el poema A falta de Erico Verissimo com a homenatge a l'autor.

## Obra
Els llibres d'Érico Veríssimo han estat traduïts a diverses llengües com l'alemany, el castellà, el finès, el francès, el neerlandès, l'hongarès, l'indonesi, l'anglès, l'italià, el japonès, el noruec, el polonès, el romanès, el rus, el suec suec i el txec.

### Contes
- Fantoches
- As mãos de meu filho
- O ataque
- Os devaneios do general
- Chico

### Novel·les
- Clarissa – 1933
- Caminhos cruzados – 1935
- Música ao longe – 1936
- Um lugar ao sol – 1936
- Olhai os lírios do campo – 1938
- Saga – 1940
- O resto é silêncio – 1943
- O tempo e o vento (1ª parte) — O continente – 1949
- O tempo e o vento (2ª parte) — O retrato – 1951
- O tempo e o vento (3ª parte) — O arquipélago – 1962
- O senhor embaixador – 1965
- O prisioneiro – 1967
- Incidente em Antares – 1971

### Novel·la curta
- Noite – 1954

### Literatura infantojuvenil
- A vida de Joana d'Arc – 1935
- As aventuras do avião vermelho – 1936
- Os três porquinhos pobres – 1936
- Rosa Maria no castelo encantado – 1936
- Meu ABC – 1936
- As aventuras de Tibicuera – 1937
- O urso com música na barriga – 1938
- A vida do elefante Basílio – 1939
- Outra vez os três porquinhos – 1939
- Viagem à aurora do mundo – 1939
- Aventuras no mundo da higiene – 1939
- Gente e bichos – 1956

### Viatges
- Gato preto em campo de neve – 1941
- A volta do gato preto – 1946
- México – 1957
- Israel em abril – 1969

### Autobiografies
- O escritor diante do espelho – 1966 (em "Ficção Completa")
- Solo de clarineta – Memórias (1º volume) – 1973
- Solo de clarineta – Memórias 2 – 1976 (ed. póstuma, organitzada per Flávio L. Chaves)

### Assajos
- Brazilian Literature – an Outline – 1945
- Mundo velho sem porteira – 1973

### Biografia
- Um certo Henrique Bertaso – 1972

### Obres completes
La seva obra s'ha aplegat tres vegades:
- Obras de Erico Verissimo – 1956 (17 volums)
- Obras completas – 1961 (10 volums)
- Ficção completa – 1966 (5 volums)

## Traduccions
Novel·les
- O sineiro (The Ringer), d'Edgar Wallace – 1931
- O círculo vermelho (The Crimson Circle), d'Edgar Wallace – 1931
- A porta das sete chaves (The Door with Seven Locks), d'Edgar Wallace – 1931
- Classe 1902 (Jahrgang 1902), d'Ernst Glaeser – 1933
- Contraponto (Point Counter Point), d'Aldous Huxley – 1934
- E agora, seu moço? (Kleiner Mann - Was nun?), de Hans Fallada – 1937
- Não estamos sós (We Are Not Alone), de James Hilton – 1940
- Adeus Mr. Chips (Goodbye Mr. Chips), de James Hilton – 1940
- Ratos e homens (Of Mice and Men), de John Steinbeck – 1940
- O retrato de Jennie (Portrait of Jennie), de Robert Nathan – 1942
- Mas não se mata cavalo? (They Shoot Horses, Don't They?''), d'Horace McCoy – 1947
- Maquiavel e a dama (Then and Now), de Somerset Maugham – 1948
- A pista do alfinete novo (The Clue of the New Pin), d'Edgar Wallace – 1956

Contes
- Psicologia (Psychology), de Katherine Mansfield – 1939 (Revista do Globo)
- Felicidade (Bliss), de Katherine Mansfield – 1940
- O meu primeiro baile (Her First Ball), de Katherine Mansfield – 1940 (Revista do Globo)

## Documental sobre l'autor
- Um contador de histórias - 1974
Curtmetratge dirigit per David Neves i Fernando Sabino
Narració: Hugo Carvana

## Adaptacions d'obres

### Al cinema
- Mirad los lirios del campo, Argentina – 1947
Basat en Olhai os lírios do campo
Direcció d'Ernesto Arancibia
Guió: Túlio Demicheli.
Actors: Jose Olara i Mauricio Jouvert
- O sobrado, Brasil – 1956
Basat en O tempo e o vento
Direcció: Cassiano Gabus Mendes i Walter George Durst
Actors: Rosalina Granja Lima i Lima Duarte
- Um certo capitão Rodrigo, Brasil – 1970
Basat en O tempo e o vento
Direcció: Anselmo Duarte
Actors: Francisco di Franco i Newton Prado
- Ana Terra, Brasil – 1971
Basat en O tempo e o vento
Direcció: Durval Gomes Garcia
Actors: Rossana Ghessa i Geraldo Del Rey
- Noite, Brasil – 1985
Basat en Noite
Direcció: Gilberto Loureiro
Actors: Paulo César Pereio, Cristina Aché i Eduardo Tornaghi

### A la televisió
- O tempo e o vento, Brasil – 1967
Telenovel·la basada en la novel·la homònima
Adaptació de Teixeira Filho
Direcció: Dionísio Azevedo
Interpretació: Carlos Zara, Geórgia Gomide, etc. 
TV Excelsior
- Olhai os lírios do campo, Brasil – 1980
Telenovel·la basada en la novel·la homònima
Adaptació de Geraldo Vietri i Wilson Aguiar Filho
Direcció: Herval Rossano
Interpretació: Cláudio Marzo, Nívea Maria, João Paulo Adour, etc.
TV Globo
- O resto é silêncio, Brasil – 1982
Minisèrie basada en la novel·la homònima
Adaptació de Mário Prata
Direcció: Arlindo Pereira
Interpretació: Carmem Monegal, Fernando Peixoto, etc.
- Música ao longe, Brasil – 1982
Minisèrie basada en la novel·la homònima
Adaptació de Mário Prata
Direcció: Edson Braga
Interpretació: Djenane Machado, Fausto Rocha, etc.
TV Cultura
- O tempo e o vento, Brasil – 1985
Minisèrie basada en la novel·la homònima
Adaptació de Doc Comparato
Direcció: Paulo José
Interpretació: Tarcísio Meira, Glória Pires, etc.
TV Globo
- Incidente em Antares, Brasil – 1994
Minisèrie basada en la novel·la homònima
Adaptació de Charles Peixoto i Nelson Nadotti
Direcció: Paulo José
Interpretació: Fernanda Montenegro, Paulo Betti, etc.
TV Globo
- O resto é silêncio, Brasil - 2005
En teledramatúrgia especial de RBS TV Cinco vezes Érico.
Direcció: Marcio Schoenardie
 Interpretació: Jairo de Andrade (Antônio Santiago), Cristina Kessler (Nora), Leonardo Barison (Roberto), Ida Celina (Lívia), Luciana Rossi (Joana Karewska), Nadya Mendes (Regina), Rodrigo Pessin (nuvi), Marcelo Herrera (policia)
RBS TV

## Premis i títols
- Premi Machado de Assis, da Cia. Editora Nacional, el 1934, per Música ao longe
- Premi Fundação Graça Aranha per Caminhos cruzados
- Títol de doctor Honoris Causa, el 1944, pel Mills College, d'Oakland, Califòrnia, on feia classes de literatura i d'història del Brasil.
- Premi Machado de Assis, el 1954, atorgat per l'Academia Brasileira de Letras pel conjunt de l'obra
- Títol de Cidadão de Porto Alegre, el 1964, atorgat per l'ajuntament
- Premi Jabuti – Categoria Novel·la de la Câmara Brasileira de Livros, el 1965, pel llibre O senhor embaixador
- Premi Intel·lectual de l'Any (Trofeu Juca Pato), el 1968, atorgat pel diari Folha de São Paulo e per la União Brasileira de Escritores[10]